# أشرف برهوم
أشرف برهوم (بالعبرية: אשרף ברהום‏) (ولد عام 1979) هو ممثل سينما ومسرح فلسطيني يعيش في قرية ترشيحا في الجليل شمال فلسطين مواليد 1979خطف الاضواء بعد الدور المتقن الذي مثله في فيلم المملكة وكان أحد ابطال الفيلم بجانب ممثلين كبار في عالم السينما مثل جيمي فوكس وكريس كوبر وجينيفر جارنر، الدور الي لعبه في الفيلم هو ” الغازي ”  الضابط السعودي واجزاء من تصوير الفيلم كانت في الإمارات وكما وسبق وأن ظهر في فيلم الجنة الآن وفيلم (اغورا) فيلم حرب التيتانيم" للمخرج لويس ليترير.
وقد حاز على جائزة أفضل ممثّل بمهرجان مالمو للسينما العربيّة.

## سيرته الذاتية
ولد وترعرع برهوم في قرية ترشيحا، لعائلة عربية مسيحية تنتمي لطبقة العمال، لديه ثلاث اخوات. أنهى تعليمه الاكاديمي لللقب الأول في قسم المسرح في جامعة حيفا ومن ثم بدأ بالعمل المسرحي في المسرح العربي في حيفا.

## في السينما والتلفزيون
إشترك في الفيلم الإسرائيلي«العروس التاسعة» من إخراج علي ناصر (2003)، مثل فيه دور البطولة، حيث جسد شخصية احمد المشتبه من قبل سكان قرية في الجليل انه وراء اختفاء ولد. وفي عام 2004 اشترك في الفيلمين «حب كولومبياني» و «العروس السورية». اشترك أيضا في فيلم «ألجنة الآن» الذي صدر في إسرائيل عام 2005 . في عام 2007 إشترك في فيلم الحركة الهوليودي «المملكة» والذي مثل فيه دور ضابط شرطة سعودي يقدم العون لطاقم محققو الFBI بتحقيق هجوم إرهابي الذي حدث في المملكة العربية السعودية. في عام 2009 اشترك في فيلمين «اغورا» و «لبنان». وفي عام 2014 اشترك في مسلسل أمريكي «الطاغية» لشبكة FX في دور ريادي.

## المسرح
برهوم مثل بمسرحية «فلونطر»، إنتاج مشترك للمسرح الكامري ومسرح حيفا التي تتناول موضوع الخلاف الإسرائيلي الفلسطيني، عرضت هذه المسرحية لأول مرة عام 2005 حيث حازت على نجاح كبير وما زالت تعرض في بعض الأحيان (حتى كانون أول 2009) على المسارح الإسرائيلية. اشترك في مسرحية «نبع الخراف». وهي إنتاج المسرح الكامري للمسرحية الأسبانية المعروفة عن قرية محتلة وأيضا اشترك في إنتاجات مختلفة للمسرح العربي في حيفا.
ترجم برهوم مسرحية «روميو وجوليت» للغة العربية وذلك لكي يتم عرضها بين سكان العرب في إسرائيل.

## روابط خارجية
- أشرف برهوم على موقع IMDb (الإنجليزية)
- أشرف برهوم على موقع قاعدة بيانات الأفلام العربية
- أشرف برهوم على موقع ألو سيني (الفرنسية)
- أشرف برهوم على موقع أول موفي (الإنجليزية)
- أشرف برهوم على موقع قاعدة بيانات الأفلام السويدية (السويدية)
- أشرف برهوم على موقع قاعدة بيانات الفيلم (الإنجليزية)
- أشرف برهوم على موقع كينوبويسك (الروسية)